# Église Saint-Sébastien de Linkebeek
Pour les articles homonymes, voir Église Saint-Sébastien.
L'église Saint-Sébastien est un édifice religieux catholique situé à Linkebeek, en Belgique. Son histoire peut être divisé en quatre phases : la tour d'observation, l'église romane, le chœur gothique et la reconstruction.

## Historique
Entre le IXe et  le Xe siècle les lieux de l'actuelle construction ont été déboisés mais il n'y avait pas de maisons.  En effet, le lieu permettait d'avoir  vue sur la vallée qui faisait un  virage de plus de 180°, un lieu idéal pour une tour d'observation avec une crypte. Il n'y avait pas de luxe superflu dans cette période turbulente où  les Vikings et les Seigneurs se battent l'un l'autre.
Au début du XIIIe siècle, lorsque la paroisse devint indépendante, un bâtiment rectangulaire en pierre blanche de style roman a été construit à l'est de la tour. La largeur de six mètres correspond à celle de la partie centrale de la tour actuelle et la longueur de douze mètres est un peu plus petite que celle de l'actuelle nef. Les fonts baptismaux  romans datent de cette époque. Ceux-ci n'ont été redécouverts qu'en 1947 lors de travaux.
Charles le Téméraire créée, lors de sa visite en 1469, la “Confrérie de Saint-Sébastien” lorsqu'il se crût atteint de la peste au cours d'une campagne et lui a donné un livre d'or qui existe encore. L'adhésion est alors d'un centime par an. Avec cet argent, l'église a été agrandie avec “les trois chœurs”: les transepts sur les côtés nord et sud du presbytère, et le chœur sur le côté est. Cette expansion a eu lieu avec du grès blanc et en style gothique.
Au XVIIIe siècle, des allées furent ajoutées, alors que de grandes baies de connexion sont percées dans les murs existants. Cette procédure a endommagé le bâtiment de telle manière qu'une reconstruction et une extension ont été nécessaires. Cela a été fait en trois étapes :
- 1751 : la sacristie a été construite sur le côté est,
- 1773 : la tour a été  reconstruite un petit peu à l'ouest par l'abbesse de Forest[1],
- 1778 : l'église a été démolie à l'exception du chœur gothique et un côté  de la sacristie. Ensuite, l'église a été reconstruite en style roman par la paroisse dans la largeur actuelle. Les premières parties de l'Église ont été construites en pierres blanches ; puis la fin a été construite avec des briques rouges. Les ailes latérales de la tour ont été ajoutées également à ce moment-là.

L'intérieur est de style néo-classique. Il rappelle l'intérieur de l'église Saint-Pierre à Uccle. Ce n'est pas étonnant parce que les deux églises ont été construites à la même époque par l’abbesse de Forest, Marie-Josèphe de Bousies qui a construit également les bâtiments encore debout de l'abbaye de Forest. 
L'église et les environs ont été classés en tant que paysage le 13 août 1953, et l'église comme un monument architectural, le 7 avril 1995. La paroisse fait partie du doyenné de Hal.